# بابی کوربت
بابی کوربت (انگلیسی: Bobby Corbett; ۱۶ مارس ۱۹۲۲ – اکتبر ۱۹۸۸ (aged 66)) بازیکن فوتبال اهل بریتانیا بود.
از باشگاه‌هایی که در آن بازی کرده‌است می‌توان به باشگاه فوتبال میدلزبرو، باشگاه فوتبال نیوکاسل یونایتد، و باشگاه فوتبال نورث‌همپتون تاون اشاره کرد.